# Chuyến bay 200 của Angara Airlines
Chuyến bay 200 của Angara Airlines (2G200) là một chuyến bay nội địa theo lịch trình từ sân bay Ulan-Ude, Nga đến sân bay Nizhneangarsk, Nga. Vào ngày 27 tháng 6 năm 2019, máy bay Antonov An-24RV vận hành chuyến bay bị lỗi động cơ khi cất cánh. Khi trở về Nizhneangarsk, máy bay đã đi trượt đường băng và va chạm với một tòa nhà. Tất cả 43 hành khách sống sót sau vụ tai nạn trong khi 2 trong số 4 phi hành đoàn, phi công và kỹ sư máy bay, đã thiệt mạng.